# Christof Gassner
Christof Gassner (* 24. April 1941 in Zürich, Schweiz) ist ein in Deutschland lebender Grafikdesigner, Typograf, Briefmarkengestalter und emeritierter Professor für Visuelle Kommunikation an der Kunsthochschule Kassel.

## Leben und Werk

Canton-Logo

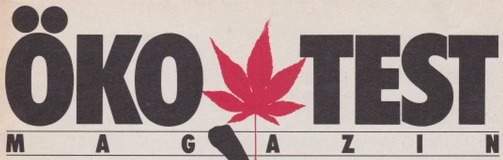
Das ÖKO-Test-Logo auf dem Beteiligungsprospekt 1989

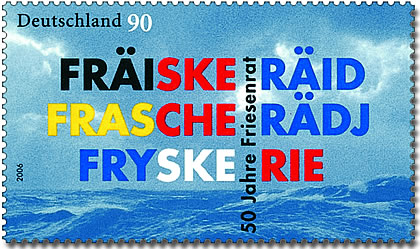
"50 Jahre Friesenrat"
von Christof Gassner

Seine Ausbildung zum Grafik-Designer machte Christof Gassner an der Kunstgewerbeschule Zürich, unter anderen bei Josef Müller-Brockmann und Walter Käch. Seit 1966 hat er ein eigenes Grafikdesign-Atelier in Frankfurt am Main, ab 1992 in Darmstadt. 1986 bis 1993 war er Professor für Grafik-Design am Fachbereich Gestaltung der Fachhochschule Darmstadt und von 1993 bis 2006 Professor für Grafik-Design am Fachbereich Visuelle Kommunikation der Universität Gesamthochschule Kassel (Kunsthochschule Kassel). 1988 wurde Christof Gassner in die Alliance Graphique Internationale (AGI) aufgenommen.
Schwerpunkte seiner Arbeiten sind Editorial Design, Corporate Design, Buchgestaltung und die Gestaltung von Briefmarken und Plakaten. Zu seinen bekanntesten Logos gehört der Markenauftritt von dem Weilroder Lautsprecherhersteller Canton Elektronik und der des ÖKO-TEST-Magazins, für dessen Gestaltung er von 1984 bis 1990 verantwortlich war. Das von ihm herausgegebene Buch Alltag, Ökologie, Design – Umweltzeitschriften gestalten gibt darüber ebenso eindrücklich Auskunft wie das Video-Porträt, in dem er Entwicklung des Verbrauchermagazins skizziert. 1993 gewann Gassner den Design-Wettbewerb der Kieler-Woche.
Zwischen April 2013 und September 2015 war im Museum Angewandte Kunst (Frankfurt am Main) die Ausstellung „Weniger, aber besser Design in Frankfurt 1925 bis 1985: Das Frankfurter Zimmer“ zu sehen. Ihr folgte im März 2016 die Ausstellung „Alles neu! 100 Jahre Neue Typografie und Neue Grafik in Frankfurt am Main“. Beiden Ausstellungen gemeinsam ist, dass in ihnen auch Christof Gassners Arbeiten als beispielhaft für den jeweiligen Kontext präsentiert werden. Sein Gestaltungskonzepte für Canton und das ÖKO-TEST-Magazin finden sich dort neben den von Dieter Rams gestalteten Design-Ikonen aus der „BRAUN Design Collection“. Doch das ÖKO-TEST-Magazin, das in beiden Ausstellungen als beispielhaft für den Umgang mit Typografie und Grafik gewürdigt wird, ist, abgesehen vom Logo, nicht mehr die Zeitschrift, die heute in den Kiosks zu haben ist, sondern die, für die Christof Gassner Mitte der 1980er Jahre die gestalterische Verantwortung trug.
Gassner ist dem Institut für Neue Technische Form (INTeF) in Darmstadt seit vielen Jahren verbunden. Er kuratiert Ausstellungen und gestaltet Drucksachen für das Institut, so 2020 die Ausstellung „Helmut Lortz: der Gebrauchsgrafiker“ zum 100. Geburtstag von Helmut Lortz und 2023 die Ausstellung „Wortlose Literatur. Die Fotografin Gabriele Lorenzer“. 2021 widmete ihm das INTeF eine Einzelausstellung unter dem Titel „Zeitläufe. Briefmarken und Plakate von Christof Gassner“.

## Ausstellungsbeteiligungen
- April 2013 – September 2015: Weniger, aber besser. Design in Frankfurt 1925 bis 1985: Das Frankfurter Zimmer. Mit seinen grafischen Entwürfen für die Zeitschrift ÖKO-Test,[8] Museum Angewandte Kunst (Frankfurt am Main).
- März – August 2016: Alles neu! 100 Jahre Neue Typografie und Neue Grafik in Frankfurt am Main.[9] Museum Angewandte Kunst (Frankfurt am Main).

## Auszeichnungen
- Goldmedaille und Icograda Excellence Award, Biennale Brno, 1986
- Design Prestige Award, 1994
- Dr.-Rudolf-Brandes-Preis, Deutsche Plakatmuseum Essen, 1995

## Veröffentlichungen
- Schrift und Typografie. In: Anton Stankowski, Karl Duschek (Hrsg.): Visuelle Kommunikation. Ein Design-Handbuch. Verlag Dietrich Reimer, Berlin 1989 und 1994, ISBN 3-496-01061-4.
- Alltag, Ökologie, Design – Umweltzeitschriften gestalten. Verlag Hermann Schmidt, Mainz 1994, ISBN 3-87439-308-9.
- Thema und Variationen Canton Plakate 1983-1995. Usingen 1996.
- Mit Katrin Holst: Plakat Holz Lettern. Hessisches Landesmuseum, Darmstadt 2010.
- OdenBergWaldStraße. Justus von Liebig Verlag, Darmstadt 2016, ISBN 978-3-87390-373-9.
- Zeichensprache – Zwischen Bergstraße und Odenwald. Justus von Liebig Verlag, Darmstadt 2019, ISBN 978-3-87390-423-1.
- Mit Ute Schauer (Hrsg.): Zeitläufe. Briefmarken und Plakate von Christof Gassner. Katalog zur Ausstellung im Institut für Neue Technische Form, Darmstadt 2021, ISBN 978-3-87390-458-3.

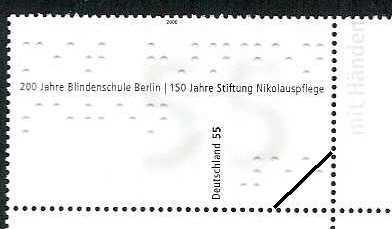
"200 Jahre Blindenschule Berlin/150 Jahre Nikolauspflege" von Christof Gassner, 2006